# Parrya stenophylla
Parrya stenophylla är en korsblommig växtart som beskrevs av Mikhail Grigoríevič Popov och Nikolaj Adolfovitj Busj. Parrya stenophylla ingår i släktet Parrya och familjen korsblommiga växter. Inga underarter finns listade i Catalogue of Life.